# Rivière Saint-Louis (vattendrag i Kanada, Québec, lat 48,59, long -70,91)
Rivière Saint-Louis är ett vattendrag i Kanada.   Det ligger i provinsen Québec, i den östra delen av landet, 500 km nordost om huvudstaden Ottawa.
I omgivningarna runt Rivière Saint-Louis växer i huvudsak blandskog. Trakten runt Rivière Saint-Louis är nära nog obefolkad, med mindre än två invånare per kvadratkilometer.